# Вилијам Хенри Харисон
Вилијам Хенри Харисон (енгл. William Henry Harrison; Округ Чарлс Сити, 9. фебруар 1773 — Вашингтон, 4. април 1841) је био амерички војсковођа, политичар и девети председник Сједињених Америчких Држава. У раној политичкој каријери служио је као гувернер територије Индијана и представник у Сенату из Охаја. Националну славу стекао је предводећи америчке снаге против Индијанаца у бици код Типеканоа 1811. године. По овој бици је добио надимак. Истакао се и у Рату 1812. године предводећи америчке снаге у бици код Темзе. Када је преузео кабинет 1841. године имао је 68 година и био је најстарији човек који је постао председник САД. Овај рекорд је држао 140 година све до инаугурације Роналда Регана 1981. године. Реган је имао 69 година. Харисон је умро 31 дан од ступања на положај што је био најкраћи председнички мандат у историји САД. Он је такође био први председник који је умро на положају. Након његове смрти земља је упала у уставну кризу.